# Championnats du monde de kayak-polo 2002
Navigation
Édition précédente Édition suivante
Les championnats du monde de kayak-polo de 2002 se sont déroulés du 1er au 15 septembre à Essen, en Allemagne.

## Résultats
| Catégorie     | Médaille d'or   | Médaille d'argent | Médaille de bronze |
| ------------- | --------------- | ----------------- | ------------------ |
| Sénior Hommes | Grande-Bretagne | Pays-Bas          | Allemagne          |
| Sénior Dames  | Allemagne       | France            | Australie          |
| Espoir Hommes | Allemagne       | Pays-Bas          | Italie             |
| Espoir Dames  | Allemagne       | Pologne           | Japon              |